# Munedži Munemura
Munedži Munemura (* 1. října 1943 Niigata) je bývalý japonský zápasník – klasik, olympijský vítěz z roku 1968.

## Sportovní kariéra
Zápasení se věnoval na tokijské univerzitě Meidži, kde se specializoval na pro Japonce opomíjený řecko-římský styl. V reprezentaci se pohyboval v lehké váze do 70 kg. V roce 1964 neuspěl při olympijské nominaci pro účast na domácích olympijských hrách v Tokiu na úkor Tokuaki Fudžity.
V roce 1968 uspěl v japonské olympijské nominován pro start na olympijských hrách v Mexiku. V prvních kolech měl štěstí na bezejmenné soupeře. Ve čtvrtém kole vyřadil silného Maďara Antala Steera a v pátém kole úřadují mistra světa Fina Eera Tapia k jehož vyřazení mu stačila vzájemná diskvalifikace za pasivitu. V šestém kole porazil na klasifikační body vedoucího Řeka Petrose Galaktopulose a v sedmém kole zremizoval zápas s Jugoslávcem Stevanem Horvatem. Horvat následně pouze remizoval s Řekem Galaktopulosem a tímto výsledkem získal zlatou olympijskou medaili.

## Výsledky
| Turnaj            | 1965 | 1966 | 1967 | 1968 |
| Turnaj            | 22   | 23   | 24   | 25   |
| Turnaj            | -70  | -70  | -70  | -70  |
| ----------------- | ---- | ---- | ---- | ---- |
| Olympijské hry    |      |      |      | 1.   |
| Mistrovství světa | 4.   | 4.   | —    |      |